# کیم سو یون
کیم سو یون (کره‌ای: 김소연؛ زادهٔ ۲ نوامبر ۱۹۸۰) بازیگر اهل کره جنوبی است. او بیشتر به خاطر ایفای نقش در مجموعه‌های تلویزیونی آیریس (۲۰۰۹)، پرنسس دادستان (۲۰۱۰)، پنت‌هاوس: جنگ در زندگی (۲۰۲۰–۲۰۲۱) و افسانه نه دم ۱۹۳۸ (۲۰۲۳) شناخته می‌شود.
از فیلم‌ها یا مجموعه‌های تلویزیونی که وی در آن نقش داشته‌است می‌توان به هفت شمشیر، دو هفته و گابی اشاره کرد.

## زندگی شخصی
کیم سو-یون با بازیگر لی سانگ-وو در ژوئن ۲۰۱۷ ازدواج کرد. رابطهٔ عاشقانهٔ آنها از سال ۲۰۱۶ شروع شد. این زوج نخستین بار یکدیگر را در درام آخرهفته‌های ام‌بی‌سی به نام خانهٔ شاد ملاقات کرده بودند.